# Тезиков, Алексей Павлович
Алексей Павлович Тезиков (22 июня 1978, Тольятти, Куйбышевская область — 16 июля 2020, Тольятти, Самарская область) — российский хоккеист, защитник.

## Биография
Воспитанник тольяттинской «Лады». В сезоне 1994/95 дебютировал во взрослом хоккее в составе второй команды «Лады». В сезоне 1995/96 дебютировал в главной команде «Лады» в Межнациональной хоккейной лиге (МХЛ), по итогам сезона «Лада» стала чемпионом лиги, Тезиков сыграл в победном чемпионате 14 матчей. В сезоне 1996/97 выступал за две команды Российской хоккейной лиги (так стал называться высший эшелон чемпионата России после упразднения МХЛ) — «Ладу» и нижегородское «Торпедо».
В 1997 году уехал в Северную Америку, начав выступления за «Монктон Уайлдкэтс» в Юниорской лиге Квебека (QMJHL). В 1998 году стал серебряным призёром молодёжного чемпионата мира в составе сборной России. По итогам сезона 1997/98 стал обладателем Раймон Лагасе Трофи (приза лучшему оборонительному новичку QMJHL), вошёл во вторую символическую сборную QMJHL и в символическую сборную новичков QMJHL.
В НХЛ выступал за «Вашингтон Кэпиталз» (сезоны 1998/99 и 1999/2000) и «Ванкувер Кэнакс» (сезон 2001/02); итого в НХЛ — 30 матчей (все в регулярных первенствах), 1 гол, 1 голевая передача. Также играл за команды Американской хоккейной лиги (АХЛ; «Рочестер Американс», «Портленд Пайретс», «Цинциннати Майти Дакс», «Манитоба Мус») и Интернациональной хоккейной лиги («Цинциннати Сайклонс»). Участник матча звёзд АХЛ 2001 года. В сезоне 2002/03 Тезиков не выступал.
Вернулся в Россию, выступал за команды Суперлиги и Континентальной хоккейной лиги («Лада», «Нефтехимик», «Северсталь», «Сибирь», «Амур», «Торпедо»), Высшей лиги чемпионата России / Высшей хоккейной лиги (то есть второй по силе лиги чемпионата; ЦСК ВВС, «Лада», «Молот-Прикамье», «Донбасс», «Сарыарка», «Рязань», «Сокол» Красноярск), Первой лиги чемпионата России (третьей по силе; «Лада-2», «Нефтехимик-2»), чемпионата Украины («Донбасс-2», «Сокол» Киев), чемпионата Белоруссии («Металлург» Жлобин), чемпионата Казахстана («Беркут» Караганда, «Бейбарыс»).
Скоропостижно скончался в возрасте 42 лет, потеряв сознание на улице. Похоронен на Тоазовском кладбище в Тольятти.